# Red Rocks Amphitheatre
Red Rocks Amphitheatre é um anfiteatro natural e ao ar livre estadunidense, localizado em Morrison, no Colorado, fazendo parte do sistema Denver Mountain Parks, em Red Rocks Park.
Idealizado pelo empresário John Brisben Walker para ser um local de shows, entre 1906 e 1910 produziu uma série de concertos numa plataforma temporária na base de uma grande rocha em que denominou "Red Rocks". Walker construiu um funicular e uma plataforma inclinada para visitações de turistas.
Em 1927, o município de Morrison comprou a área e projetou um anfiteatro natural com um palco a frente de uma grande rocha em forma de disco. As obras começaram em 1936 e o local foi aberto ao público em junho de 1941.
Na atualidade, o "Red Rocks Amphitheatre" pode receber até 9.525 pessoas e já foi palco de shows de personalidades e bandas como: Mary Garden (ópera em 10 de maio de 1911), The Beatles (em 26 de agosto de 1964), Jimi Hendrix (o primeiro em 1 de setembro de 1968), U2 (em 5 de junho de 1983 durante a turnê War Tour), Ringo Starr (em 28 de junho de 2000), entre muitas outras apresentações notáveis.

## Galeria de imagens

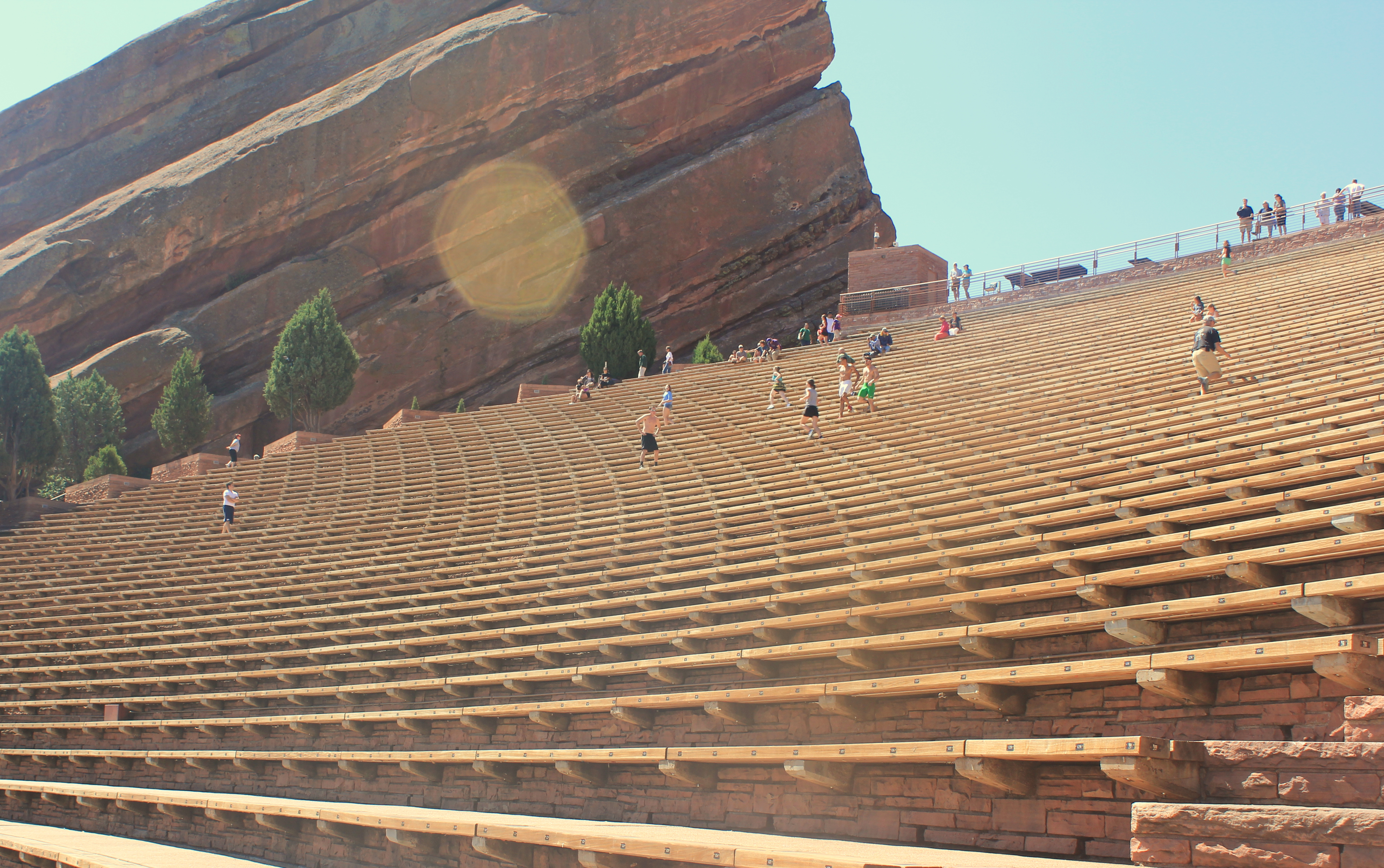
Assentos do anfiteatro
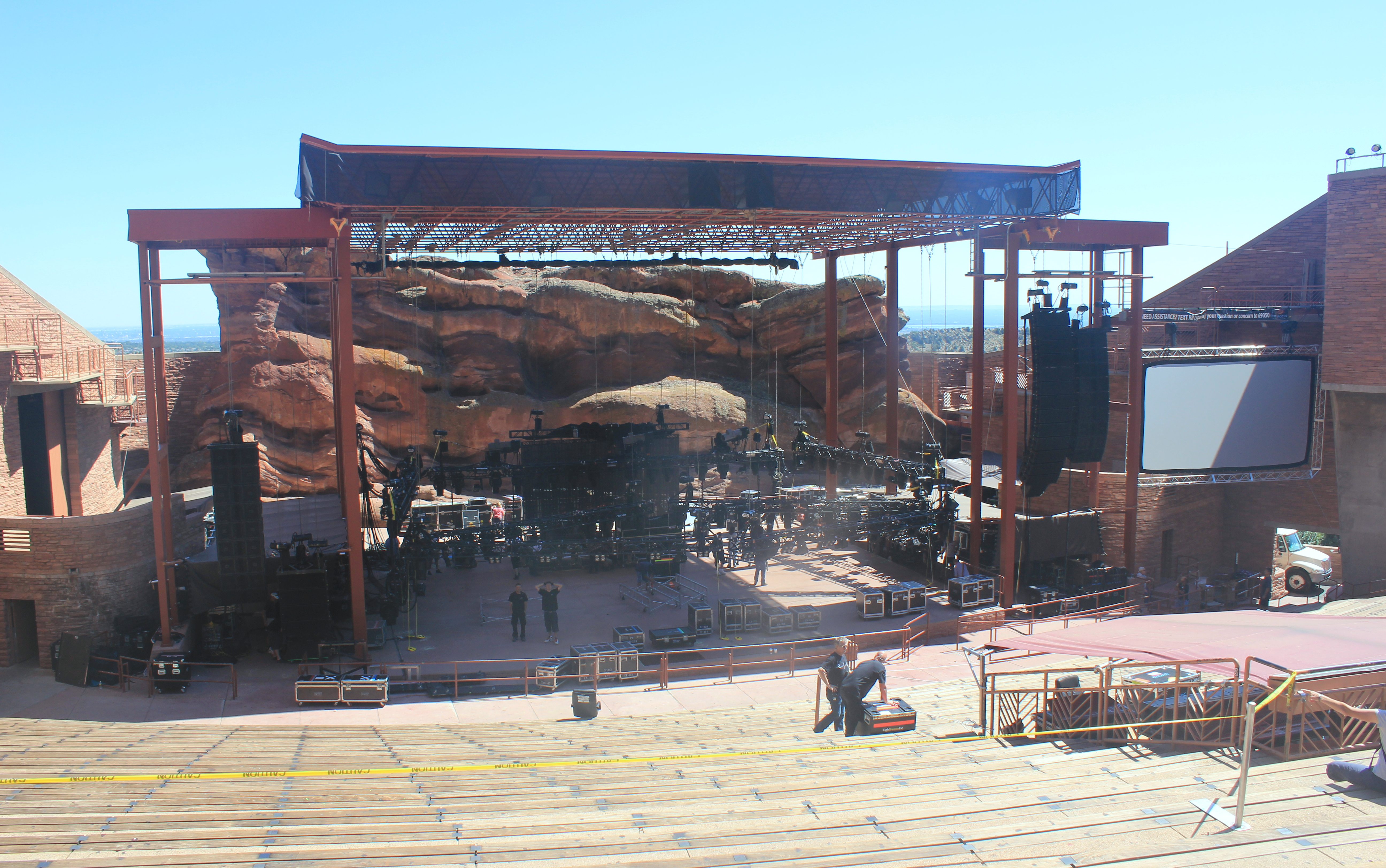
Palco do anfiteatro
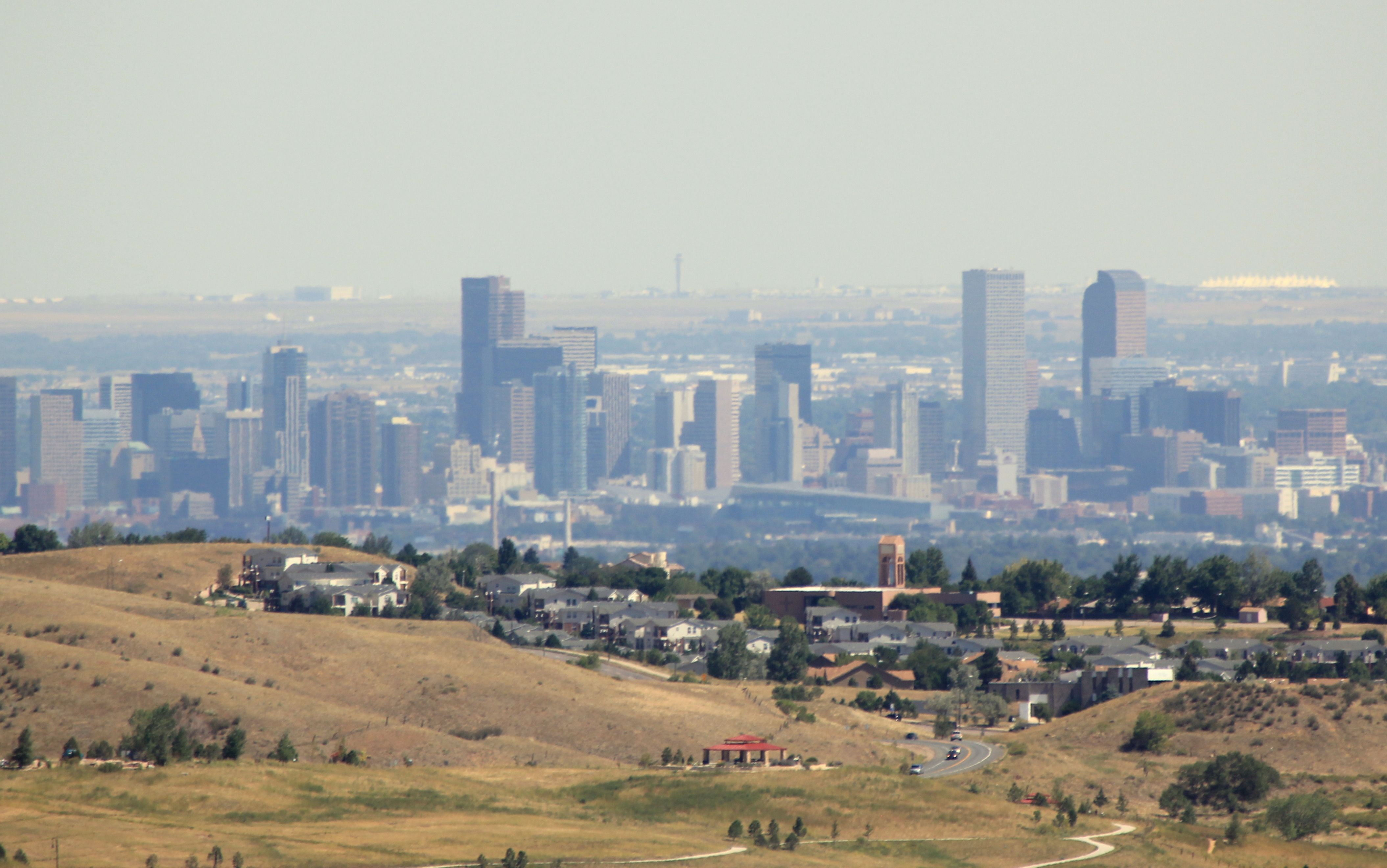
Vista da cidade de Denver a partir do "Red Rocks Amphitheatre"